# Estany Blau (Carançà)
|  | Aquest article tracta sobre l'estany situat aigües avall de l'estany Gros. Vegeu-ne altres significats a «Estany Blau (Fontpedrosa)». |

L'Estany Blau és un estany de Carançà.
Éstà situat al sud-est del terme, al nord de l'Estany Gros de Carançà, just al costat de llevant de l'antiga mina anomenada el Mener de l'Or. Té un homònim aigua amunt d'aquest torrent, al sud de l'Estany Negre. És en el curs del Torrent de Carançà.